# Achmed Ibn Majid
Aḥmad ibn Mājid ibn Muḥammad al-Saʿdī al-Jaddī al-Najdī (Arabisch: احمد بن ماجـد محمد السعدي الجدي ﺍﻟﻨﺠﺪﻱ) was een Arabisch navigator, dichter en cartograaf, die in 1421 werd geboren in het toenmalige Julfar. Hij was afkomstig uit een bekend geslacht van zeevaarders; op zeventienjarige leeftijd navigeerde hij al. Al Majid was de auteur van bijna veertig titels - poëzie en proza.

## Werken
Zijn bekendste werk was wel Kitab al-Fawa’id fi Usul ‘Ilm al-Bahr wa ’l-Qawa’id (Boek met nuttige informatie over de principes en regels van de navigatie), dat hij schreef in 1490. Het boek is een zeevaartencyclopedie met de geschiedenis en fundamenten van het navigeren. Hij putte uit eigen ervaring, maar leunde ook op die van zijn vader en andere generaties van zeevaarders.In 1498 leidde hij de kraak van Vasco da Gama tijdens zijn ontdekkingsreis van Afrika naar India via de indische oceaan.
Hij stond bekend als Shihab Al Dein ("Leeuw van de zee") vanwege zijn roekeloosheid, kracht en ervaring als navigator.

## Nalatenschap
Vaak wordt beweerd dat Achmed Ibn Majids de Portugese ontdekkingsreiziger Vasco da Gama in 1498 over de Arabische Zee heeft geloodst tijdens diens eerste reis over zee tussen Europa en India. Maar moderne historici stellen dat Ibn Majid helemaal niet in de buurt van da Gama was tijdens diens overtocht. De Portugezen profiteerden wel van zijn standaardwerk over de navigatie in de Indische Oceaan toen ze dit in handen kregen.